# Springfield Model 1865
El Springfield Model 1865 va ser un primigeni fusell de retrocàrrega fabricat per l'Arsenal de Springfield, Massachusetts. Era una modificació del fusell d'avantcàrrega Model 1861. Posteriorment va ser reemplaçat pel Model 1866.

## Descripció
Durant la Guerra de Secessió, va quedar en evidència l'avantatge dels fusells de retrocàrrega. Els fusells d'avantcàrrega empleats durant la guerra tenien una cadència de 3-4 trets/minut. Els fusells de retrocàrrega van augmentar la cadència a 8-10 trets/minut, amb l'avantatge addicional que podien recarregar-se estant el soldat estirat al terra en lloc d'estar dempeus, reduint l'exposició del tirador i la seva vulnerabilitat davant el foc enemic. Mentre la Guerra de Secessió s'acostava a la seva fi, el Departament d'Armament dels Estats Units va sol·licitar prototips d'armes de retrocàrrega a fabricants de tot el món.
Després de proves considerables, es va triar el prototip desenvolupat per Erskine S. Allin per a l'arsenal estatal de Springfield per la seva senzillesa i el fet que podia produir-se modificant els fusells d'avantcàrrega Model 1863 ja existents. Aquestes modificacions costaven uns 5$ per fusell, que era un estalvi significatiu en una època quan un fusell nou costava uns 20$. A Erskine S. Allin se li va atorgar la Patent No. 49,959 el 19 de setembre de 1865, on es descriu el disseny.

## Especificacions

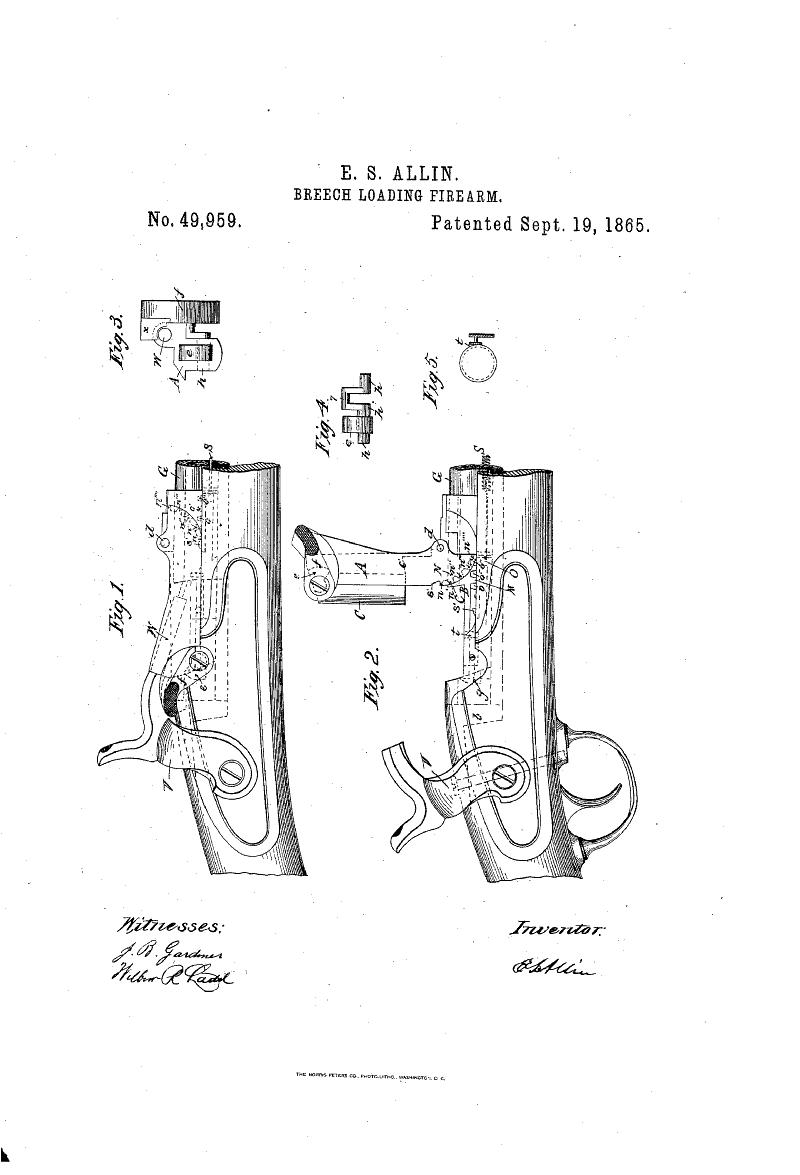
Dibuix de la patent d'Erskine S. Allin per al sistema de càrrega posterior del model 1865.

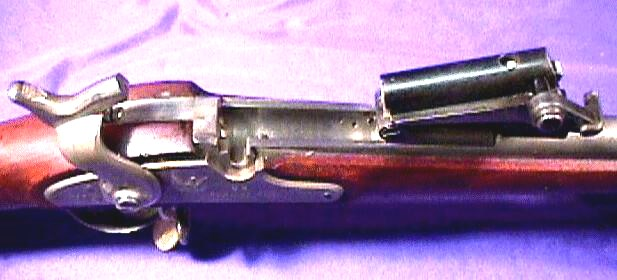
Primer pla del mecanisme de la trapa

La conversió d'avantcàrrega a retrocàrrega es va fer mitjançant l'obertura de la recambra del canó i la inserció d'un bloc articulat subjectat a la part superior del canó. Un pestell de lleves accionat amb el polze a la part posterior del bloc el mantenia tancat. L'extractor tipus cremallera s'accionava automàticament en obrir el forrellat i tornava a la seva posició inicial en arribar al final del seu recorregut. El percussor s'allotjava dins del bloc de recambra. El nas del martell es va aplanar per poder instal·lar el percussor.
El mecanisme de recàrrega utilitzava un tancament articulat que girava cap amunt i cap endavant, semblant-se al moviment d'una trapa, per obrir la recambra del fusell i permetre la inserció d'un cartutx. A causa del seu forrellat amb frontissa, aquests fusells van ser anomenats "Springfield de trapa".
Aproximadament 5.000 fusells d'avantcàrrega Model 1861 de la Guerra de Secessió van ser transformats a retrocàrrega en l'Arsenal de Springfield en 1866. Aviat es va fer evident que moltes de les petites peces del mecanisme del seu forrellat no tindrien una vida útil gaire llarga, i que l'acció era massa complicada per a un ús de servei normal. Per tant, abans que l'ordre de producció per al Model 1865 fos acabada, ja s'estava provant un fusell menys complex. Això va fer que el Model 1865 s'anomenés "Primer Allin" i que el següent model revisat, el Springfield Model 1866, fos anomenat "Segon Allin".
El Springfield Model 1865 disparava el cartutx de percussió anular .58-60-500, amb el mateix calibre de la bala Minié de la Guerra de Secessió que originalment empraven aquests fusells.
El Model 1865 es va tornar obsolet ràpidament, la majoria d'ells van ser venuts en la dècada 1870 a diversos comerciants d'armes nord-americanes. En aquell temps, hi havia una gran demanda als Estats Units de fusells curts tipus cadet. Per satisfer aquesta demanda, els comerciants retallaven els canons i les culates per produir fusells curts amb canons de 840 mm (33 polzades) i 910 mm (36 polzades). Igualment, amb freqüència s'aprimaven les empunyadures per poder ser empleats per cadets.